# Kościół Matki Boskiej Częstochowskiej w Dargobądzu
Kościół pw. Matki Boskiej Częstochowskiej – niewielki kościół filialny w Dargobądzu, w gminie Wolin. Należy do parafii św. Mikołaja Biskupa w Wolinie. 
Kościół został zbudowany w latach 1997–2005 według projektu Walentego Zaborowskiego. Kamień węgielny pod budowę kościoła został wkopany 4 października 1997 roku. Po sześciu latach budowy kościół został konsekrowany 19 października 2003 roku.

## Opis
Kościół zbudowany jest na planie prostokąta, z przyległą wieżą na planie kwadratu. Korpus budowli przykrywa dwuspadowy dach, pięcioboczne prezbiterium wielospadowy.  

## Wnętrze
W centralnym miejscu prezbiterium znajduje się kopia obrazu Matki Boskiej Częstochowskiej. Pod nim jest tabernakulum. W jednym ołtarzu bocznym jest obraz z wizerunkiem Najświętszego Serca Pana Jezusa i figura Miłosierdzia Bożego, w drugim obraz Niepokalanego Serca Maryi i figura Matki Boskiej Różańcowej. Na ścianach są powieszone stacje drogi krzyżowej. Ponadto w budynku jest tablica poświęcona proboszczowi Janowi Ubermanowi.